# Panionios Water Polo Club

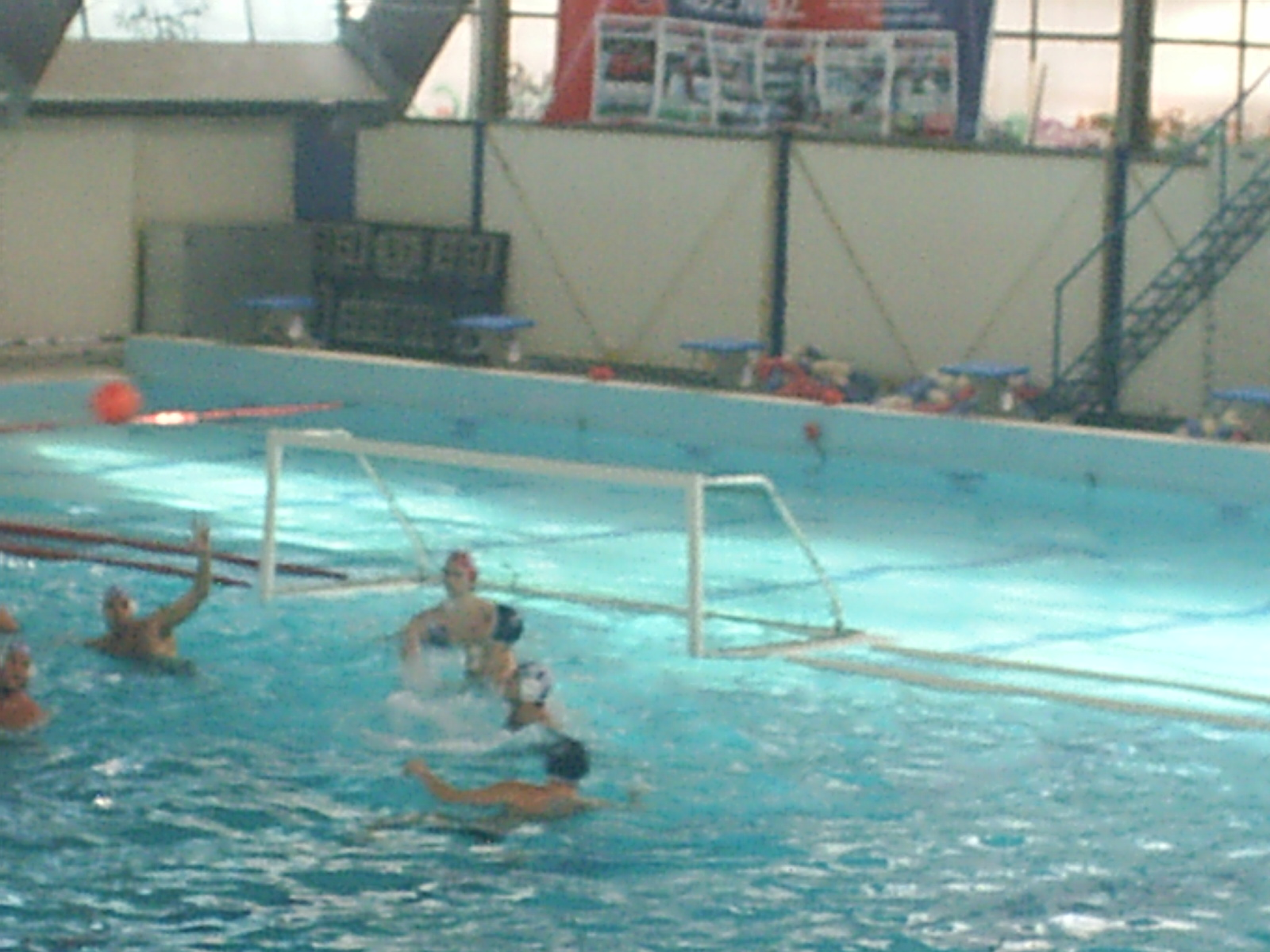
Costas Flegas, jogador de pólo aquático do Panionios Atenas

Panionios Water Polo Club (em grego:  Πανιώνιος) é um clube de polo aquático da cidade de Nea Smyrni, Grécia.

## História
Panionios Water Polo Club foi fundado em 1985, como divisão de esportes do clube Panionios.

## Títulos
- Liga Grega Masculino
  - Vice- 2009, 2010